# Priekulė
Priekulė (dt. (Adlig) Prökuls; nehrungskurisch Prekule) ist eine kleine Stadt und das Zentrum des gleichnamigen Landamtes der Rajongemeinde Klaipėda in der litauischen Region Kleinlitauen, dem früheren Preußisch Litauen. Der Ort liegt etwa 20 Kilometer südlich von Klaipėda (Memel) an der Minge.

## Name
Der Name Prökul leitet sich ab von nehrungskurisch „preks“: Preis; „prece“: Ware (vgl. dazu preußisch-litauisch „prekius“: bieten, feilschen). Die nehrungskurische Endung -ul ist ein Diminutiv, der anzeigt, dass es sich um einen eher unbedeutenden Handelsplatz handelt.

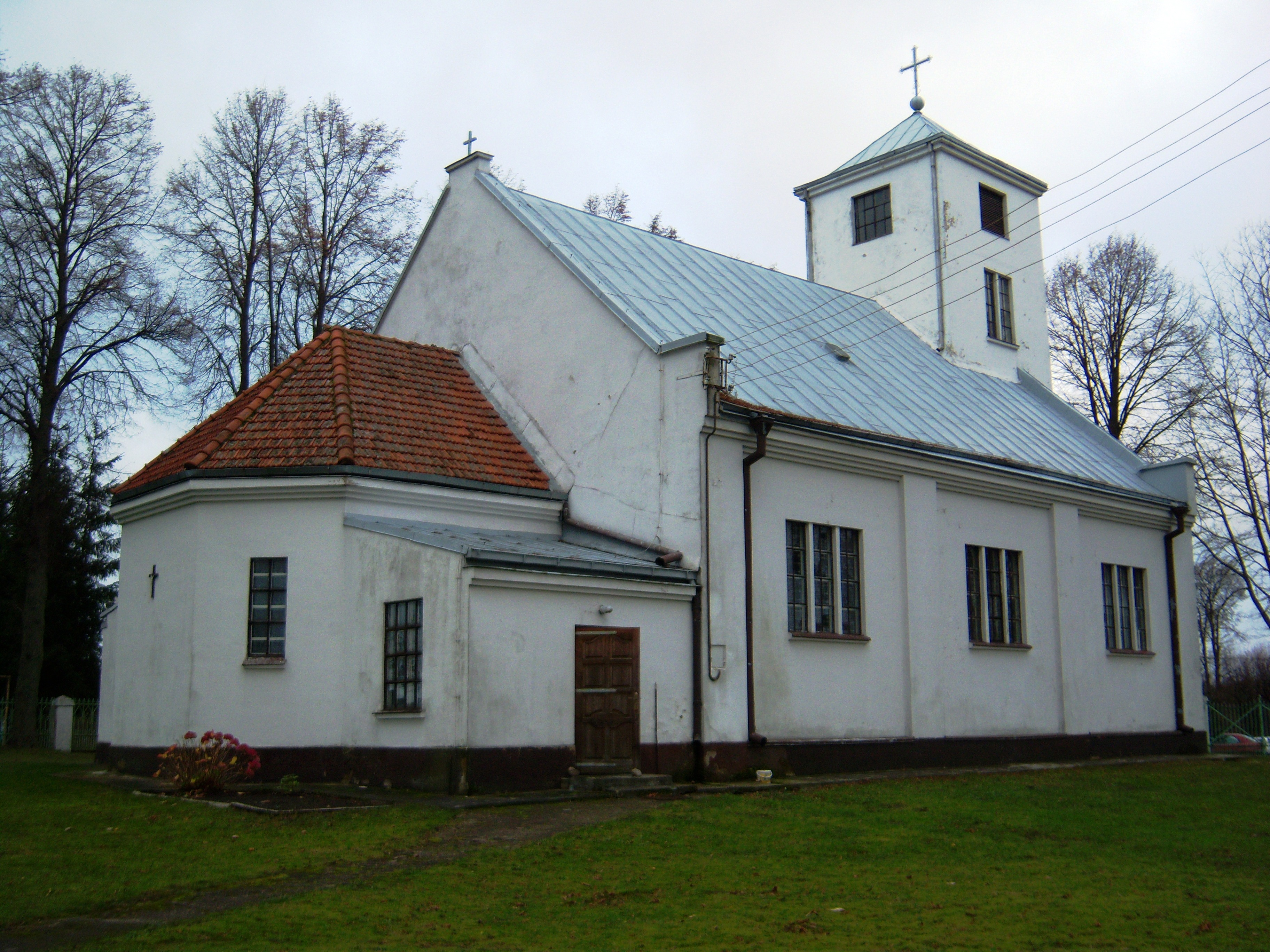
Katholische Kirche Priekulė

## Geschichte
Der Ort hieß ursprünglich Paminia (an der Minia/Minge). 1511 ist ein Krug „zur Minnige“ beurkundet. Krüge wurden an Verkehrsknotenpunkten errichtet und waren im Wesentlichen Handelsplätze. 1540 war ein Lukas Preckol Betreiber des Kruges. 1587 wurde eine Kirche gebaut, deren erster bekannter Pastor Caspar Radunius war. Seit 1628 ist Prökuls ein Kirchspiel, musste jedoch einzelne Ortschaften an andere Kirchspiele abtreten. Die Bevölkerung war evangelisch-lutherisch, die Katholiken gehörten zum Kirchspiel Memel. Bereits 1594 wurde ein Lehrer eingestellt.
Im Zuge der Märzrevolution wurde am 29. März 1848 das lokale Justizamt demoliert, der Steuererheber misshandelt und der Mingekrug geplündert. Die Preußischen Behörden schlagen den Aufstand am 30. März nieder.
1905 hatte das Dorf etwa 500 Einwohner, davon sehr wenige ethnisch Deutsche, 1925 waren es um die 1100 Einwohner. Bis dahin zur preußischen Provinz Ostpreußen und somit zum Deutschen Reich gehörig, wurde Prökuls 1920 Teil des 1923 von Litauen annektierten Memellandes. Von 1939 bis 1945 wieder deutsch, gehörte der Ort seit 1945 zur Litauischen Sozialistischen Sowjetrepublik und damit zur Sowjetunion und seit 1990 zum unabhängig gewordenen Litauen.
Die katholische Kirche des Heiligen Antonius von Padua wurde von 1937 bis 1938 erbaut.

## Amtsbezirk Prekulė
Seit 1995 besteht die Priekulės seniūnija, die der Rajongemeinde Klaipėda zugeordnet ist. Zum Amtsbezirk gehören die Stadt Prekulė sowie 44 Dörfer mit insgesamt 7829 Einwohnern (Stand 2011). Der Amtsbezirk ist in die 13 Unterbezirke (lit. Seniūnaitija) Butkų seniūnaitija, Dituvos seniūnaitija, Drevernos seniūnaitija, Drukių seniūnaitija, Gropiškių seniūnaitija, Lankupių seniūnaitija, Mickų seniūnaitija, Pjaulių seniūnaitija, Priekulės II kaimo seniūnaitija, Priekulės miesto pirmoji seniūnaitija, Priekulės miesto antroji seniūnaitija, Stragnų seniūnaitija und Venckų seniūnaitija eingeteilt. Zum Amtsbezirk gehören:

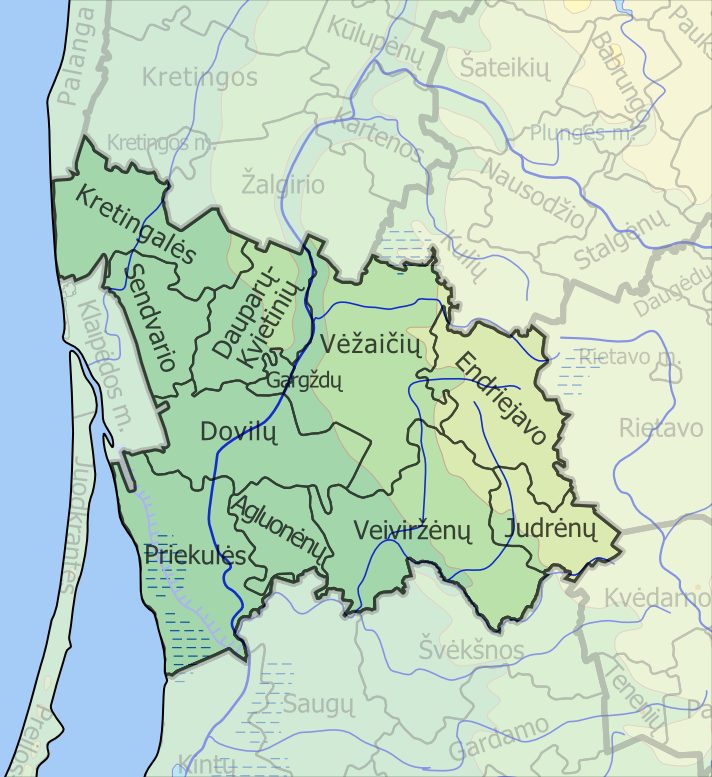
Der Amtsbezirk Prekulė im Südwesten der Rajongemeinde Klaipėda

| Ortsname      | deutscher Name   | Unterbezirk                           |
| ------------- | ---------------- | ------------------------------------- |
| Biržininkai   | Birßeningken     | Butkai                                |
| Būdviečiai    | Budwethen        | Stragnai                              |
| Butkai        | Buttken          | Butkai                                |
| Daugmantai    | Daugmanten       | Venckai                               |
| Dercekliai    | Darzeppeln       | Dituva                                |
| Dituva        | Dittauen         | Dituva                                |
| Dreverna      | Drawöhnen        | Dreverna                              |
| Drukiai       | Drucken          | Drukiai                               |
| Gropiškiai    | Gropischken      | Gropiškiai                            |
| Gručeikiai    | Grudscheiken     | Mickai                                |
| Grumbliai     | Grumbeln         | Lankupiai                             |
| Jokšai        | Jaagschen        | Venckai                               |
| Kairiai       | Kairinn          | Mickai                                |
| Kalviškiai    | Kallwischken     | Lankupiai                             |
| Kinčiai       | Kindschen-Bartel | Mickai                                |
| Kliošiai      | Klooschen-Bartel | Mickai                                |
| Klišiai       | Klischen         | Pjauliai                              |
| Kuodžiai      | Kooden           | Priekulė II Land                      |
| Lankupiai     | Lankuppen        | Lankupiai                             |
| Liaunai       | Launen           | Stragnai                              |
| Lingiai       | Lingen           | Priekulė II Land                      |
| Lūžgaliai     | Schudnaggen      | Dituva                                |
| Mėželiai      | Meeßeln          | Venckai                               |
| Mickai        | Mitzken          | Mickai                                |
| Nibrai        | Nibbern          | Priekulė II Land                      |
| Pangesai      | Pangessen        | Pjauliai                              |
| Pempiai       | Pempen           | Pjauliai                              |
| Pjauliai      | Piaulen          | Pjauliai                              |
| Pleškučiai    | Pleschkutten     | Drukiai                               |
| Priekulė      | Prökuls          | Priekulė Stadt 1 und Priekulė Stadt 2 |
| Priekulė I    | zu Prökuls       | Drukiai                               |
| Priekulė II   | Prökuls [Gut]    | Priekulė II Land                      |
| Rokai         | Rooken           | Butkai                                |
| Spengiai      | Spengen          | Mickai                                |
| Stragnai I    | Stragna [Gut]    | Stragnai                              |
| Stragnai II   | Stragna          | Stragnai                              |
| Svencelė      | Schwenzeln       | Dreverna                              |
| Šilgaliai     | Schillgallen     | Mickai                                |
| Šilininkai    | Schilleningken   | Stragnai                              |
| Šventvakariai | Schwentwokarren  | Gropiškiai                            |
| Traubiai      | Terrauben        | Dituva                                |
| Vaškiai       | Waschken         | Mickai                                |
| Venckai       | Wensken          | Venckai                               |
| Voveriškiai   | Wowerischken     | Stragnai                              |
| Žiaukos       | ZIauken          | Butkai                                |

## Persönlichkeiten
- Immanuel Kants (1724–1804) väterliche Vorfahren stammen aus Kantweinen im Kirchspiel Prökuls
- Erich Hippke (1888–1969), Generaloberstabsarzt
- Egon Erzum (1904–1974), deutscher Politiker
- Herbert Böttcher (1907–1950), SS- und Polizeiführer
- Ieva Simonaitytė (1897–1978), preußisch-litauische Schriftstellerin, hatte in Prökuls ein Sommerhaus
- Friedrich Börschmann (* 1870), Mediziner und sozialdemokratischer Parlamentarier
- Konrad Loerke (1909–1975), Marineoffizier, Träger des Offizierskreuzes der Ehrenlegion
- Sigitas Valančius (* 1957), litauischer Bildungsmanager und Politiker,  Leiter einer Hochschule und Vizebürgermeister von Marijampolė